# Confesiones de invierno (canción)
"Confesiones de Invierno" es una canción escrita por Charly García e interpretada por el dúo argentino Sui Generis en el año 1973, para el disco homónimo a la canción.
Se destacó porque en este tema Charly García cantó solo (anteriormente los temas los cantaba junto con Nito Mestre). Tampoco tuvo la orquesta de Gustavo Beytelman, que estuvo en la mayoría de los temas del álbum.
La canción fue incluida también en el E.P. de 1975 "Alto en la Torre".

## Letra
La letra habla a simple vista, sobre una relación que se termina, ya que él no tiene profesión y queda en la calle (Me echó de su cuarto gritándome "no tienes profesión"). Este personaje, por lo visto queda en la calle desolado, con frío (Hace frío y me falta un abrigo, y me pesa el hambre de esperar). Luego de vagar por las calles, se emborracha en un bar y se lo lleva la policía que lo termina golpeando. (Conseguí licor y me emborraché, en el baño de un bar..., ...Y si bien yo nunca había bebido, en la cárcel tuve que acabar, la fianza la pagó un amigo, las heridas son del oficial). Esta última frase fue ovacionada por el público en el recital de despedida de la banda. La canción termina con él diciendo que encontró un buen lugar dónde quedarse, un manicomio, y finalmente está en paz, aunque melancólico.

## Música
La canción básicamente está en Re, comenzando con unos arpegios en dicho acorde y pasando por el acorde Sol. El resto de la canción sigue en el mismo acorde, cambiando los bajos y las progresiones.
Fue interpretada en Adiós Sui Géneris Parte I, cambiándole la tonalidad a Sol y haciéndola un poco más rápida. Antes de empezar a tocar, se puede escuchar la ovación de la gente.

## Músicos
- Charly García: Guitarra acústica y voz.